# Wenzeslaus Mattes
Wenzeslaus Mattes (* 24. September 1815 in Renquishausen; † 20. November 1886 in Weingarten (Württemberg)) war ein römisch-katholischer Geistlicher, Hochschullehrer und Politiker.

## Leben
Nach Privatunterricht bei einem Pfarrer Schreiber in Todtnauberg besuchte Mattes das Gymnasium in Rottweil und das Konviktsgymnasium Ehingen. Er studierte in Tübingen Theologie und Philosophie und wurde sowohl zum Dr. theol. als auch zum Dr. phil. promoviert. Am 16. September 1840 erfolgte die Priesterweihe. Nach einer einjährigen wissenschaftlichen Reise wurde er am 22. Oktober 1844 zum Repetent am Wilhelmsstift in Tübingen ernannt, außerdem erhielt er die Erlaubnis Vorlesungen über Philosophie zu halten. Wegen einer am 8. September 1845 in seiner Heimatgemeinde Renquishausen gehaltenen Primizpredigt, wurde Mattes vom königlichen katholischen Kirchenrat am 3. Februar 1846 seiner Stelle enthoben und war anschließend Pfarrverweser in Mögglingen. 
Er zog nach Preußen und wurde am 15. Dezember 1846 zum Professor der Theologie an der philosophisch-theologischen Lehranstalt des Priesterseminars Hildesheim ernannt. 1854 wurde er Regens desselben. 
1860 kehrte Mattes in die Diözese Rottenburg zurück und wurde am 18. Dezember 1860 Pfarrer in Böttingen, dann am 27. Juni 1866 Stadt- und Garnisonspfarrer in Weingarten. Von 1868 bis 1871 war er zudem Schulinspektor für Ravensburg. Mattes vertrat Waldsee als Landtagsabgeordneter in der Zweiten Kammer der Württembergischen Landstände. Außerdem war er Mitglied des Vorstandes der philosophischen Sektion der Görres-Gesellschaft.
Er verstarb an einem Herzinfarkt.

## Publikationen (Auswahl)
Mattes war Mitherausgeber und neben Pius Gams eifrigster Autor der Hildesheimer Theologischen Monatsschrift. Außerdem veröffentlichte er regelmäßig in der Tübinger Theologischen Quartalschrift. Er war einer der Hauptmitarbeiter am zwölfbändigen Kirchenlexikon von Benedikt Welte und Heinrich Joseph Wetzer, welches von 1847 bis 1860 in Freiburg im Breisgau erschien. Außerdem schrieb er Artikel für das Allgemeine Kirchenlexikon von Joseph Aschbach, das von 1846 bis 1850 in Frankfurt am Main erschien.
- Was ist der Priester, Laupp, Tübingen 1846
- Günther und sein Verhältniß zur neuen theologischen Schule, Theologische Quartalschrift 1844, S. 347 ff. *Einwirkungsrecht der Staatsgewalt auf das Kirchen-Vermögen, ebenda 1845, S. 235 ff.
- Das Christliche in Plato, ebenda 1845, S. 479 ff.
- Die alte und die neue Scholastik, ebenda 1846, S. 355 ff. und 576 ff.
- Das Studium der Philosophie an den katholisch-theologischen Facultäten, ebenda 1847, S. 365 ff.
- Zur Lehre des Justinus Martyr über die Erbsünde, ebenda 1859, S. 367 ff.
- Die Schulfrage, Hildesheimer Theologische Monatsschrift I/1850, S. 357 ff. und S. 445 ff.
- Das Wachsthum Jesu, ebenda I/1850, S. 558ff. und S. 629 ff.
- Zur Einleitung in die Dogmatik, ebenda I/1850, S. 907 ff.
- Die Unbegreiflichkeit der christlichen Dogmen, ebenda II/1851, S. 85 ff.
- Pädagogische Skizze, ebenda II/1851, S. 623 ff.
- Aphorismen über die Verwaltung der Sacramente, ebenda II/1851, S. 1033 ff.